# Amet-Chan Sultan
Amet-Chan Sultan (ryska: Амет-Хан Султан) var en sovjetisk stridsflygare och testpilot.
Amet-Chan Sultan föddes 25 oktober 1920 i Alupka på Krim av en tartarisk mor och en lakisk far. 1937 tog han examen från handelsskolan och arbetade efter det som mekaniker vid Sovjets järnvägar. 1938 tog han flygcertifikat vid Simferopols flygklubb. I februari 1939 inkallades han till armén och utexaminerades 1940 som fänrik från Kachins militärflyghögskola.
Under stora fosterländska kriget tjänstgjorde han som stridsflygare och flög 603 uppdrag, deltog i 150 luftstrider och sköt ner 30 fiendeflygplan (plus ytterligare 19 delade segrar). För sina insatser tilldelades han utmärkelsen Sovjetunionens hjälte två gånger (24 augusti 1943 och 29 juni 1945). 1946 förflyttades han till reserven och 1947 började han arbeta som testpilot på flygforskningsinstitutet.
12 november 1958 flög Amet-Chan Sultan en tvåsitsig MiG-15UTI från vilken hans kollega V I Golovin skulle prova en ny typ av katapultstol. Utskjutningen misslyckades och katapultstolens drivpatron sprängde i stället hål genom kabinens akterskott och punkterade en bränsletank så att flygbränsle forsade in i förarkabinen. Faran för brand var överhängande, men Golovin kunde inte längre lämna planet då hans katapultstol redan fallerat. Sultan valde därför att landa planet, vilket också lyckades.
23 september 1961 tilldelades Sultan hederstecknet ”Testpilot av Sovjetunionen”. Han hade då provflugit över 100 flygplan och hade 4237 flygtimmar som testpilot. 1 februari 1971 skulle Amet-Chan Sultan och en besättning på ytterligare fyra personer testa en ny motor ombord på en Tu-16LL. Efter start gick inte vingklaffarna att fälla in, flygplanet hamnade i självsvängning och bröts sönder i luften. Samtliga ombord omkom.
Asteroiden 6278 Ametkhan är uppkallad efter honom.